# 1825
1825 (MDCCCXXV) var ett normalår som började en lördag i den gregorianska kalendern och ett normalår som började en torsdag i den julianska kalendern.

## Händelser

### Februari
- 3 februari – Den svenska fångvårdsstyrelsen inrättas.

### Mars
- 4 mars
  - John Quincy Adams efterträder James Monroe som USA:s president .
  - John Calhoun blir USA:s nye vicepresident .
- Mars – Amerikanska och brittiska soldater stiger i land på Kuba i jakt på pirater.[1]

### April
- 17 april – Frankrike erkänner Haiti.[2]

### Maj
- 13 maj – Portugal erkänner Brasilien.[3]

### Augusti
- 10 augusti – Nottebäck, Sverige drabbas av en skogsbrand.[4]

### September

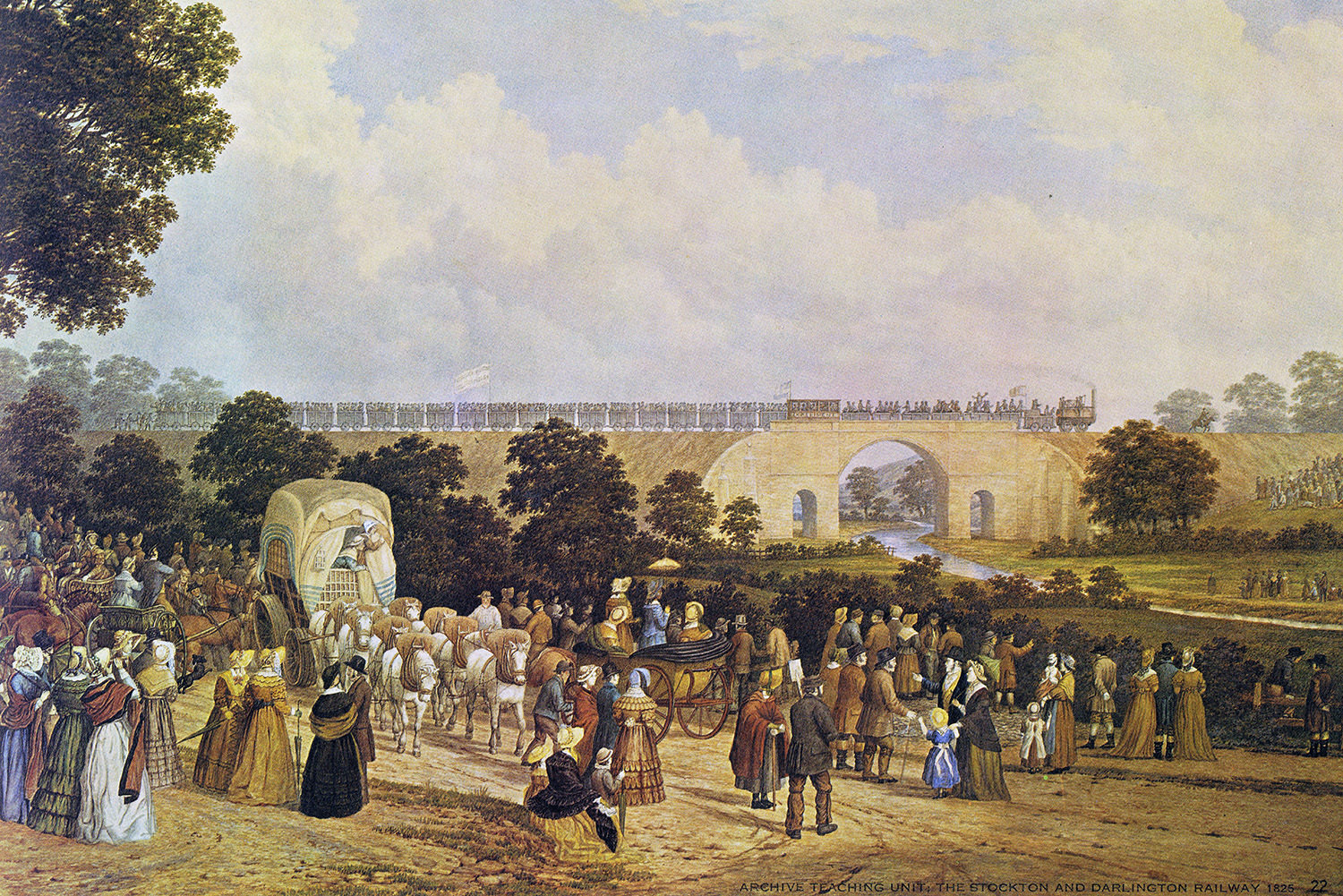
Stockton and Darlington Railway.

- 27 september – I England, Storbritannien invigs Stockton and Darlington Railway, världens första moderna järnväg.[5]

### November
- 24 november – Arsenalen i Kungsträdgården brinner ner, varvid Operan och Dramaten tvingas dela på operahusets scen.[6]

### December
- 3 december – Van Diemens land bryts ur Nya Sydwales.[7]
- 10 december – Storbritannien gör anspråk på Bouvetön av kapten Norris, som kallar den "Liverpoolön".[8]

### Okänt datum
- I den så kallade Skeppshandelsfrågan tvingas Sverige, på grund av ryskt motstånd, inställa försäljningen av tre örlogsfartyg till de spanska kolonierna.
- Porslinsfabriken AB Gustavsberg grundas i Sverige.
- Det svenska Teknologiska institutet, sedermera Teknologiska högskolan, grundas.
- Esaias Tegnér fullbordar sitt epos Frithiofs saga.
- Sverige och Norge antar en "mellanrikslag" som bland annat innebär tullättnader.
- Snillekommittén (bestående av ledande kulturpersonligheter) bildas för att utreda den svenska utbildningsfrågan. Den leds av kronprins Oscar (I).[9]
- Den intensiva svenska älgjakten bromsas genom att den värmländske hovjägmästaren Herman Adolph Falk får till stånd ett tioårigt jaktförbud på älg. Detta räddar troligen den svenska älgstammen från att dö ut.
- Hans Christian Ørsted blir den förste att framställa aluminium.

## Födda

### Första kvartalet

#### Januari
- 11 januari – Bayard Taylor, amerikansk författare. (död 1878)
- 16 januari
  - George Edward Pickett, amerikansk militär. (död 1875)
  - Carl Abraham Pihl, norsk ingenjör. (död 1897)
- 18 januari – Léon Carvalho, fransk sångare. (död 1897)
- 23 januari – Louis Ehlert, tysk kompositör. (död 1884)
- 29 januari – Henry Blasdel, amerikansk politiker, guvernör i Nevada 1864–1871. (död 1900)

#### Februari
- 1 februari – James W. Throckmorton, amerikansk politiker. (död 1894)
- 8 februari
  - Henry Walter Bates, brittisk zoolog. (död 1892)
  - Roderich von Stintzing, tysk jurist. (död 1883)
- 17 februari – Albrecht Weber, tysk orientalist. (död 1901)
- 18 februari – Mór Jókai, ungersk författare. (död 1904)
- 26 februari – Ludwig Rütimeyer, schweizisk zoolog och geolog. (död 1895)
- 28 februari – Berthold Carl Seemann, tysk botaniker. (död 1872)

#### Mars
- 4 mars – Ludwig Lange, tysk filolog. (död 1885)
- 7 mars – Ferdinand von Bauer, österrikisk militär. (död 1893)
- 19 mars – Josef Czapek, böhmisk-svensk kompositör. (död 1915)
- 23 mars – Theodor Bilharz, tysk läkare. (död 1862)
- 29 mars – Johann Leonhard Raab, tysk kopparstickare. (död 1899)
- 30 mars – Samuel B. Maxey, amerikansk demokratisk politiker och militär, senator 1875–1887. (död 1895)

### Andra kvartalet

#### April
- 7 april – John H. Gear, amerikansk republikansk politiker, senator 1895–1900. (död 1900)
- 9 april – Davis H. Waite, amerikansk politiker, guvernör i Colorado 1893–1895. (död 1901)
- 10 april – Ludwig Aegidi, tysk jurist och politiker. (död 1901)
- 11 april – Ferdinand Lassalle, tysk politiker. (död 1864)
- 17 april – Jerome B. Chaffee, amerikansk republikansk politiker, senator 1876–1879. (död 1886)
- 19 april – Washington C. Whitthorne, amerikansk demokratisk politiker, senator 1886–1887. (död 1891)
- 23 april – Emil Welti, schweizisk politiker. (död 1899)

#### Maj
- 1 maj – Johann Jakob Balmer, schweizisk matematiker och fysiker. (död 1898)
- 4 maj – Thomas Henry Huxley, brittisk biolog. (död 1895)
- 8 maj – George Bruce Malleson, anglo-indisk militär och historiker. (död 1898)
- 9 maj – James Collinson, brittisk målare. (död 1881)
- 20 maj
  - Antoinette Brown Blackwell, amerikansk präst. (död 1921)
  - Henry Haight, amerikansk demokratisk politiker, guvernör i Kalifornien 1867–1871. (död 1878)
- 21 maj – Lars Magnus Carlsson, svensk gästgivare, godsägare och riksdagsman. (död 1899)

#### Juni
- 3 juni – Sophie Sager, svensk feminist och författare. (död 1901)
- 6 juni
  - Friedrich Bayer, tysk affärsman. (död 1880)
  - Ignaz Vincenz Zingerle, österrikisk författare. (död 1892)
- 8 juni – Charles Chaplin, fransk målare och tecknare. (död 1891)
- 10 juni – Hildegard av Bayern, österrikisk ärkehertiginna. (död 1864)
- 28 juni – Emil Erlenmeyer, tysk kemist. (död 1909)
- 30 juni – Hervé, fransk kompositör. (död 1892)

### Tredje kvartalet

#### Juli
- 2 juli – Émile Ollivier, fransk politiker. (död 1913)
- 3 juli – Anna Mathilda Westman, svensk målare. (död 1919)
- 4 juli – Frank Hereford, amerikansk demokratisk politiker, senator 1877–1881. (död 1891)
- 7 juli – Friedrich Zarncke, tysk lingvist och litteraturhistoriker. (död 1891)
- 9 juli
  - A.C. Gibbs, amerikansk politiker, guvernör i Oregon 1862–1866. (död 1886)
  - Julius Oppert, tysk-fransk orientalist. (död 1905)
- 13 juli – Anton Springer, österrikisk-tysk konsthistoriker. (död 1891)
- 16 juli – Ludwig Gabillon, tysk skådespelare. (död 1896)
- 21 juli – Práxedes Mateo Sagasta, spansk politiker. (död 1903)
- 31 juli – August Beer, tysk fysiker. (död 1863)

#### Augusti
- 2 augusti
  - J. Neely Johnson, amerikansk politiker, guvernör i Kalifornien 1856–1858. (död 1872)
  - Julius Schulhoff, böhmisk pianist och kompositör. (död 1898)
- 11 augusti – Wilhelm Åhman, svensk skådespelare. (död 1876)
- 28 augusti – Karl Heinrich Ulrichs, tysk jurist. (död 1895)

#### September
- 3 september – Joshua H. Marvil, amerikansk republikansk politiker, guvernör i Delaware 1895. (död 1895)
- 10 september – Wilhelm Henneberg, tysk kemist. (död 1890)
- 11 september – Eduard Hanslick, österrikisk musikskriftställare. (död 1904)
- 14 september – Georg Michael Pachtler, tysk teolog. (död 1889)
- 16 september – Simeon Bavier, schweizisk ingenjör och politiker. (död 1896)
- 25 september – Ede Horn, ungersk nationalekonom och politiker. (död 1875)
- 28 september – Rafael Núñez, colombiansk politiker. (död 1894)

### Fjärde kvartalet

#### Oktober
- 10 oktober – Paul Kruger, sydafrikansk politiker. (död 1904)
- 11 oktober – Conrad Ferdinand Meyer, schweizisk författare. (död 1898)
- 13 oktober
  - Charles Frederick Worth, brittisk modeskapare. (död 1895)
  - Hugh Lupus Grosvenor, brittisk politiker. (död 1899)
- 15 oktober – Maria av Preussen, drottning av Bayern. (död 1889)
- 17 oktober
  - Greenbury L. Fort, amerikansk republikansk politiker, kongressledamot 1873–1881. (död 1883)
  - William Rainey Marshall, amerikansk republikansk politiker, guvernör i Minnesota 1866–1870. (död 1896)
- 20 oktober – Marshall Jewell, amerikansk politiker, guvernör i Connecticut 1869–1870 och 1871–1873. (död 1883)
- 22 oktober – Friedrich von Schmidt, tysk arkitekt. (död 1891)
- 23 oktober – Julius Kühn, tysk agronom. (död 1910)
- 25 oktober – Johann Strauss den yngre, österrikisk kompositör, dirigent och violinist. (död 1899)
- 28 oktober – Aron Siöcrona, svensk militär och riksdagspolitiker. (död 1898)
- 31 oktober
  - Charles Croswell, amerikansk politiker, guvernör i Michigan 1877–1881. (död 1886)
  - Charles Lavigerie, fransk teolog. (död 1892)

#### November
- 1 november – Friedrich Haase, tysk skådespelare. (död 1911)
- 6 november – Charles Garnier, fransk arkitekt. (död 1898)
- 8 november – Ludwig Carl Christian Koch, tysk entomolog. (död 1908)
- 9 november – Ambrose Powell Hill, amerikansk militär. (död 1865)
- 24 november – John Wolcott Stewart, amerikansk republikansk politiker, guvernör i Vermont 1870–1872. (död 1915)
- 29 november – Jean-Martin Charcot, fransk neurolog. (död 1893)
- 30 november – William Bouguereau, fransk målare. (död 1905)

#### December
- 2 december – Peter II av Brasilien, kejsare av Brasilien 1831–1889. (död 1891)
- 5 december – E. Marlitt, tysk författare. (död 1887)
- 17 december – Karl Theodor Keim, tysk protestantisk teolog. (död 1878)
- 18 december – John S. Harris, amerikansk republikansk politiker, senator 1868–1871. (död 1906)
- 25 december – Stephen F. Chadwick, amerikansk demokratisk politiker, guvernör i Oregon 1877–1878. (död 1895)
- 26 december – Felix Hoppe-Seyler, tysk fysiolog och kemist. (död 1895)
- 30 december – Newton Booth, amerikansk politiker, guvernör i Kalifornien 1871–1875. (död 1892)
- 31 december – James Hobrecht, tysk stadsplanerare. (död 1902)

## Avlidna

### Första kvartalet

#### Januari
- 8 januari – Eli Whitney, 59, amerikansk uppfinnare.

#### Februari
- 3 februari – Henric Schartau, 67, svensk präst, grundare av schartauanismen.
- 5 februari – Elisabetta Canori Mora, 50, italiensk tertiar inom trinitarieorden; saligförklarad 1994.
- 17 februari – Maria Ardinghelli, 96, italiensk översättare, matematiker och fysiker.

#### Mars
- 9 mars – Anna Laetitia Barbauld, 81, brittisk författare.

### Andra kvartalet

#### April
- 19 april – Marc-Auguste Pictet, 72, schweizisk fysiker.

#### Maj
- 7 maj – Antonio Salieri, 74, italiensk kompositör
- 9 maj – Carl Pontus Gahn, 66, svensk militär.
- 22 maj – Laskarina Bouboulina, 54, grekisk nationalhjältinna.

#### Juni
- 11 juni – Daniel D. Tompkins, 50, amerikansk politiker, USA:s vicepresident 1817–1825.

### Tredje kvartalet

#### Juli
- 12 juli – Dorothea von Rodde-Schlözer, 54, tysk akademiker.
- 15 juli – Sir David Ochterlony, 67, angloindisk militär.

#### Augusti
- 29 augusti – Martin Boos, 62, tysk teolog.

#### September
- 16 september – Franciszek Karpiński, 83, polsk poet.

### Fjärde kvartalet

#### Oktober
- 21 oktober – Friedrich Theodor von Schubert, 66, tysk astronom och geograf.

#### November
- 7 november – Solomon P. Sharp, 38, amerikansk politiker.
- 14 november – Jean Paul, 62, tysk författare.
- 17 november – Walter Leake, 63, amerikansk politiker.

#### December
- 1 december – Alexander I av Ryssland, 47, rysk tsar.
- 29 december – Jacques-Louis David, 77, fransk målare.

### Okänt datum
- Pietro Gamba, italiensk greve.

### Fotnoter
1. ↑  ”USA:s militära insatser i utlandet 1798-2004”. Arkiverad från originalet den 9 december 2013. https://web.archive.org/web/20131209174005/http://www.history.navy.mil/library/online/forces.htm. Läst 30 januari 2011.
2. ↑  ”Haiti” (på engelska). World Statesmen. http://www.worldstatesmen.org/Haiti.htm. Läst 22 september 2012.
3. ↑  World Statesmen (läst 6 april 2011)
4. ↑  ”Värmlands brandhistoriska klubb”. Arkiverad från originalet den 12 oktober 2011. https://www.webcitation.org/62NB7kO36?url=http://www.brandhistoriska.org/olyckor_se.html. Läst 16 mars 2011.
5. ↑  Järnvägar i historien Arkiverad 12 augusti 2010 hämtat från the Wayback Machine.
6. ↑  Det hände i dag - 24 november
7. ↑  World Statesmen (läst 3 april 2011)
8. ↑  World Statesmen (läst 6 april 2011)
9. ↑  Populärhistoria - Skolstart – den svenska folkskolans historia Arkiverad 8 januari 2011 hämtat från the Wayback Machine. (svenska)